# Кутанаул
Кутанаул (кум. Къотанавул) — кутан Тляратинского района Дагестана, расположенный в Бабаюртовском районе. Не имеет официального статуса, подчиняется Камилухскому сельскому округу.

## Географическое положение
Расположен на территории Бабаюртовского района, в 15 км к северо-западу от села Бабаюрт на канале Малый Кисек.

## История
Ногайское село Кутан-Аул основано в 1865 году. По данным на 1926 год Кутан-аул состоял из 53 хозяйств и входил в состав Бабаюртовского сельсовета. По сведениям 1939 года аул являлся центром Кутанаульского сельсовета. Аул являлся центральной усадьбой колхоза «Камыш». В 1950-г земли села переданы под кутан колхозов имени Свердлова и имени XXII Партсъезда Тляратинского района, а жители переселены в соседние населённые пункты.

## Население
По оценке 2008 года на кутане проживало 529 человек.
По данным переписи 1926 года в селе проживало 193 человека, в том числе 102 мужчины и 91 женщина, основное население — ногайцы. В 1939 году в ауле проживало 256 человек (141 мужчина и 115 женщин).